# Komáromy János Péter
Komáromy János Péter (Sopron, 1692. január 19. – Szombathely, 1761. április 15.) magyar orvos, szőlész-borász.

## Életpályája
Egyetemi tanulmányait Strassburgban és Bázelben végezte el; 1715-ben doktori oklevelet szerzett a soproni borról írt disszertációjával. Hazatérve, Sopron vármegye főorvosa lett. 1718-tól Győrben volt gyakorló orvos. 1727-től Kőszegen, végül – mint Vas vármegye főorvosa – Szombathelyen élt.

## Művei
- Dissertatio… de vino hungarico Soproniensi… (Basiliae, 1715)
- Tractatus chemico-medius de fonte salubri…